# Kaspar Ostler
Kaspar Ostler (auch Mola Kaspar genannt) (* 1. August 1880 in Garmisch-Partenkirchen; † 20. August 1958 ebenda) war ein deutscher Kommunalpolitiker der Bayerischen Volkspartei.

## Leben

### Ausbildung, Beruf und politische Tätigkeiten
Kaspar Ostler wurde als Sohn des Josef Ostler und dessen Ehefrau Genoveva Schwarz geboren. Nach seiner Schulausbildung erlernte er den Beruf des Wagners. Nach Jahren der Wanderschaft, vor allem zu Betrieben in Württemberg. In die Heimat zurückgekehrt, legte er seine Meisterprüfung ab und eröffnete im Elternhaus eine Wagnerei mit Werkstätte, ohne Gehilfen.
Am 6. September 1906 heiratete er in Garmisch die Sattlermeisterswitwe Magdalena Hutter, geb. Widmann († 1932). Aus der Ehe gingen der 1907 geborene Sohn Karl K. und die 1908 geborene Tochter Berta hervor.
Seinen Militärdienst leistete er in Münsingen (Württemberg), dem ehemaligen Truppenübungsplatz. 1914 wurde er zum Kriegsdienst eingezogen, kämpfte als Infanterist und Sanitäter im Alpenkorps an verschiedenen Fronten und erkrankte schwer an der bakteriellen Ruhr. Nach Garmisch zurückgekehrt, wurde er in seinem Heimatort schnell zu einer maßgebenden Persönlichkeit und 1919 zum Vorsitzenden des Verkehrs- und Wintersportvereins bestimmt. Von Mai 1921 an betrieb er neben seiner Stellmacherei ein Tabakwarengeschäft mit Spirituosen und Rodel- und Skiverleih.
Ostler war politisch engagiert und trat der Bayerischen Volkspartei bei. Von April 1919 an übte er das Amt des stellvertretenden Bürgermeisters aus. Nachdem der Bürgermeister Michael Klarwein gestorben war, wurde Ostler im Jahre 1929 zum Bürgermeister von Garmisch gewählt. In seine Amtszeit fallen
- 1923 Ankauf von Flächen für die Erweiterung des Kurparks
- 1925 Neuerrichtung des Garmischer Friedhofs
- 1930 Umbau des Alten Kurhauses am Marktplatz zum Rathaus
- Bau des Schützenhauses
- Bau der Kreuzeckbahn
- 1927 Gründung der örtlichen Verkehrsgesellschaft

Mit dem Gleichschaltungsgesetz veränderten die Nationalsozialisten die politische Landschaft in Deutschland. Ostler wollte im Mai 1933 aus Protest sein Amt niederlegen, doch der Gemeinderat lehnte ab. Schließlich traten er und einige andere Ratsmitglieder am 8. Juli 1933 von ihren Ämtern zurück. Die NSDAP-Mitglieder hatten sie aus dem Gemeinderat gedrängt.
Nach dem Krieg wurde er im Jahre 1945 Kreisbrandinspektor und war in dieser Funktion maßgeblich am Wiederaufbau der Feuerwehren des Bezirks beteiligt.

### Mitgliedschaften
- Turnverein Garmisch, Ehrenvorstand
- Krankenunterstützungsverein
- Volkstrachtenverein
- Kolpingsfamilie
- Veteranenverein
- Altschützengesellschaft, Ehrenvorstand
- Schützengesellschaft „Edelweiß“

### Ehrungen
- 24. August 1950 Ehrenbürger von Garmisch-Partenkirchen
- Ehrenkreisbrandinspektor

### Sonstiges
- 1932 war er Mitglied eines Ausschusses, der für die Koordination der Vorarbeiten zu den Olympischen Winterspielen 1936 verantwortlich war. Ostler war dem Sportclub Riessersee eng verbunden und gab der Bobabteilung viel Unterstützung. Ein Fünferbob aus seiner Werkstätte war lange Zeit Ausstellungsstück im alten Olympia-Eisstadion. Zu seinem Gedenken hat der Verein einen kritischen Punkt der Bobbahn als Kasparseck bezeichnet.
- In den Jahren 1932 bis 1934 errichtete er ein Wohn- und Geschäftshaus. Die Bayerische Zugspitzbahn bezog im ersten und zweiten Obergeschoss Büroräume. Kaspar wohnte bis zu seinem Tode am 20. August 1958 zusammen mit der Familie seines Sohnes Karl im dritten Obergeschoss des Hauses.